# あんずさき
あんず さき（1983年11月26日 - ）は、日本の元AV女優。血液型:A型。身長:158cm。スリーサイズ:B82(D-65)・W57・H80。趣味・特技は、ビリヤード、ネイルアート、クラリネット、スノーボード。福島県出身。

## 略歴・人物
2004年7月にワンズファクトリー初の専属女優としてAVデビューした。同年12月の「あんずさきにがっつりぶっかけろ!」でぶっかけに初挑戦した。2005年1月の「あんずさきのパイパンいよいよ初アナル」でパイパンにされ初のアナルファックを見せた。
2005年6月をもって専属を離れ、以後は複数のビデオメーカーの作品に出演した。

## 出演作品

### アダルトビデオ
2004年
- 超-股間アングル（7月1日、ワンズファクトリー） ※デビュー作
- あんずさきの挑戦（8月1日、ワンズファクトリー）
- 迷探偵あんず（9月1日、ワンズファクトリー）
- 素顔のままで〜本当の私〜 白バージョン[天使編]（10月1日、ワンズファクトリー）
- 素顔のままで〜本当の私〜 黒バージョン[悪魔編]（10月1日、ワンズファクトリー）
- 理想の花嫁（11月1日、ワンズファクトリー）
- あんずさきにぶっかけろ（12月1日、ワンズファクトリー）

2005年
- あんずさきのパイパンいよいよ初アナル（1月1日、ワンズファクトリー）
- あんずさきの野外でブチ込みてぇー!!（2月1日、ワンズファクトリー）
- 感汁 ごっくん痴女（3月1日、ワンズファクトリー）
- あんずさきの監禁陵辱24（4月1日、ワンズファクトリー）
- 喰い込み拘束アナルFUCK（5月1日、ワンズファクトリー）
- あんずさきのぶっかけ中出しアナルで卒業。（6月1日、ワンズファクトリー）
- あんずさきです。 THE BEST REMIX（7月1日、ワンズファクトリー）※総集編
- デジタルモザイク Vol.083（8月13日、MOODYZ）
- 無限中出し（9月13日、MOODYZ）
- ゴックンランド（11月1日、MOODYZ）
- フィストファック（12月1日、MOODYZ）

2006年
- ノーモザイクおまんこ 3（1月13日、カルマ）他出演:滝沢優奈、横山あさ美
- NO!と言えない中出し風俗（2月13日、MOODYZ）
- プレミアデジタルモザイク Vol.002（3月7日、プレミアム）
- 中出し 乱交 ハードコア（4月7日、プレミアム）共演:金城アンナ
- 舐めまくり生セックス デジタルモザイク（5月7日、プレミアム）
- PREMIUM STYLISH SOAP 〜プレミアムソープへようこそ!〜（6月7日、プレミアム）
- PORNOGRAGH 13 （7月1日、グラフィス）他出演:野々宮りん、夏目さやか
- BLACK RHAPSODY 〜初めての、黒人とFUCK〜（7月1日、プレミアム）
- 蛇縛の精神拷問 アザアス2 死と拷問の選択（10月7日、アタッカーズ）
- 美しい女の精飲と飲尿（11月19日、エムズビデオグループ）

2007年
- 小便ザーメンぶっかけゴックン中出しアナルFUCK（1月19日、エムズビデオグループ）
- Wマンコ&Wアナル中出し飲尿三穴輪姦（7月19日、エムズビデオグループ）共演:加瀬あゆむ

2011年
- 蘇る!あんずさきスーパーハードBEST（8月11日、エムズビデオグループ）

### オリジナルビデオ
- 新 高校教師 ひと夏の思い出（2004年11月1日、ENGEL）共演:小沢菜穂
- 赤い手錠 死刑囚サオリ（2005年2月23日、ティーエムシー）共演:如月カレン、早坂みずえ
- 真田くノ一忍法伝 かすみ（2005年9月22日、ティーエムシー）共演:映美
- 純愛小説家　スワッピング体験記（2006年3月3日、ムーンライト）共演:池田こずえ、椎名実果
- 真田くノ一忍法伝 かすみ 少女戦国史（2006年6月23日、ティーエムシー）総集編 共演:映美 他出演:桃瀬えみる、秋月まりん 他